# Doble voto simultáneo
El doble voto simultáneo, a veces llamado ley de lemas, es un sistema electoral usado en Honduras y, parcialmente, en Argentina y en Uruguay. Es un sistema contrario a la simple pluraridad de sufragios.

## Características
Sus características son las siguientes:
- Cada partido político o coalición de partidos es un lema.
- Cada lema puede tener varios sublemas (listas de candidaturas de candidatos agrupados en torno al lema, pero con énfasis políticos diferentes del partido/lema o con una organización propia dentro del mismo; situación típica del sistema político del Uruguay).

En las elecciones funciona de la siguiente forma:
- Se presentan candidaturas de los sublemas agrupados en torno a un lema.
- Los electores escogen la lista de candidatos (sublema) de su preferencia.
- En el conteo de votos se suman todas las preferencias de los sublemas al lema en torno al cual están agrupados.
- Dependiendo del número de cargos a llenar:
  - Plurinominal (por ejemplo, la elección de legisladores en distritos con dos o más escaños por llenar): se usa un sistema proporcional. Se asignan los cargos según la cantidad de votos de los lemas, y posteriormente dentro de cada lema se asigna a cada sublema los correspondientes cupos según su representatividad;
  - Uninominal (elección de una sola autoridad o cargo, por ejemplo Presidente o Gobernador): se declara ganador, por mayoría simple, el lema más votado. Del interior del lema ganador es electo el sublema más votado.

## Ejemplo
En las elecciones presidenciales de Uruguay de 1946 Luis Alberto de Herrera del Partido Nacional fue el candidato individual más votado con 205.923 votos, contra los 185.715 votos de Tomás Berreta, del Partido Colorado.
Pero en total, el lema del Partido Colorado obtuvo 310.496 votos contra los 208.120 votos del Partido Nacional, haciendo que Tomás Berreta se convierta en presidente.
| Partido político | Fórmula                                        | Votos al candidato | Porcentaje en el total | Votos al partido | Porcentaje |
| ---------------- | ---------------------------------------------- | ------------------ | ---------------------- | ---------------- | ---------- |
| Partido Colorado | Tomás Berreta - Luis Batlle Berres             | 185.715            | 27,71%                 | 310.496          | 46,33%     |
| Partido Colorado | Rafael Schiaffino - Daniel Castellanos         | 83.534             | 12,46%                 | 310.496          | 46,33%     |
| Partido Colorado | Alfredo Baldomir - Juan Carlos Mussio Fournier | 40.875             | 6,10%                  | 310.496          | 46,33%     |
| Partido Colorado | Votos al lema                                  | 372                | 0,05%                  | 310.496          | 46,33%     |
| Partido Nacional | Luis Alberto de Herrera - Martín Echegoyen     | 205.923            | 30,72%                 | 208.120          | 31,05%     |
| Partido Nacional | Basilio Muñoz - Jacinto D. Durán               | 1.479              | 0,22%                  | 208.120          | 31,05%     |
| Partido Nacional | Basilio Muñoz - José Rogelio Fontela           | 557                | 0,08%                  | 208.120          | 31,05%     |
| Partido Nacional | Votos al lema                                  | 161                | 0,02%                  | 208.120          | 31,05%     |

## Historia y uso
El sistema fue diseñado por el profesor belga Jules Borely, quien lo expuso en su obra Nouveau Système Electoral: Representation Proportionelle de la majorité et des minorités, publicada en París en 1870. En 1876 el profesor uruguayo Justino Jiménez de Aréchaga propuso un proyecto de ley electoral en el que, como novedades, se incluían la representación proporcional, el doble voto simultáneo y el reconocimiento a los partidos políticos. Jiménez de Aréchaga se había inspirado en la obra de Luis Varela, constituyente de Buenos Aires en 1875, que en 1876 publicó el libro La democracia práctica.

### En Uruguay
Uruguay finalmente adoptó el sistema por la Ley N.º 3.640 del 11 de julio de 1910 para todas las elecciones (presidenciales, legislativas y gobierno local), con modificaciones posteriores. Desde la reforma constitucional de 1996, la aplicación del sistema en Uruguay quedó acotada. Dicha reforma requiere que los partidos presenten listas de candidatos únicas para Presidente y Vicepresidente. Para ello se debe efectuar una elección primaria, lo cual eliminó el doble voto simultáneo en la elección presidencial. En las elecciones departamentales aún se mantiene.

### En Honduras
En Honduras la ley fue aplicada en la elección presidencial de 1985. En dicha elección, el Partido Liberal, con el 51,1% de los votos (que era la suma de sus 4 candidatos), derrotó al Partido Nacional de Honduras, cuyo candidato era Rafael Leonardo Callejas. Los liberales eligieron a José Azcona Hoyo, quien había obtenido el 27,5% de los votos. Los otros candidatos liberales fueron: Óscar Mejía Arellano, José Efraín Bu Girón y Carlos Roberto Reina. 
El Partido Nacional señaló que el Partido Liberal le robó la elección con la famosa opción B, ya que la Constitución de Honduras estipulaba que el ganador de la elección será el candidato que obtiene el mayor número de votos, no el partido. Los liberales no cedieron la presidencia, abriendo una crisis constitucional de grandes dimensiones. Cuatro años más tarde Callejas se lanzó a la Presidencia, ganando por amplia mayoría.

### En Argentina
En Argentina este sistema electoral no se aplica en las elecciones nacionales. Sin embargo, diversas provincias lo aplican en sus elecciones provinciales. Entre ellas, 
- San Juan: a nivel municipal y legislativo de noviembre de 1994 a julio de 1999, reintroducida en 2022. Para gobernador de noviembre de 1994 a diciembre de 1998, reintroducida en 2022
- Formosa: introducida en 1987, elección para gobernador derogada en junio de 2011, rige sólo a nivel municipal y legislativo
- Misiones: desde julio de 1990. Desde agosto de 1996 rige sólo a nivel municipal

Provincias que usaron ley de lemas:
- Chubut: de 1990 a 1994
- Jujuy: de 1991 a 1999
- La Rioja: de 1991 a febrero de 2007
- Salta: de 1991 a 1999
- San Luis: de 1986 a 2004, reintroducida de 2023 a 2024[2]
- Santa Cruz: a nivel municipal y legislativo de 1988 a 2024. Para gobernador de 1988 a 1999, reintroducida de 2014 a 2024[3]
- Santa Fe: de 1990 a diciembre de 2004
- Santiago del Estero: de 1991 a 2005
- Tucumán: de 1988 a septiembre de 2004

## Justificaciones y críticas
Una de las ventajas señaladas de este sistema es que se realiza simultáneamente la elección primaria de candidatos dentro de cada partido con la elección entre partidos. Ello permite ahorrar recursos y, habitualmente, conlleva una mayor participación electoral.
Sin embargo, se suele cuestionar la fragmentación y la amplitud ideológica que puede ocasionar dentro de cada partido político. [cita requerida] También puede suceder que, cuando hay fuerte fragmentación, el sublema elegido no necesariamente sea la primera mayoría dentro del partido. Esto podría suceder cuando se permiten alianzas de sublemas para acumular votos. Por ello, su aplicación en la elección de cargos unipersonales como Presidente o Gobernador ha recibido críticas.
Un caso reciente en la provincia de Santa Cruz, Argentina, reavivó la polémica alrededor de este sistema.[cita requerida] En 2015, el candidato a gobernador Eduardo Costa (con el sub lema "Juntos por el cambio", dentro del lema "Unión para vivir mejor") obtuvo 63.112 votos, mientras que la gobernadora electa alcanzó la suma de 51.797 votos. 
Aún más reciente, en la localidad de Pico Truncado, provincia de Santa Cruz, el intendente en funciones Omar Fernández alcanzó un número histórico de votos llegando a obtener 4.257 (33%) votos, pero perdió la Intendencia debido a que su lema "Unidos por Pico Truncado" no superó el 44% de los resultados. De esta manera, un ex intendente (Osvaldo Maimó) asumió, a partir del 10 de diciembre de 2019, la intendencia, habiendo alcanzado los 2.777 votos, un 22% del total.  Similar situación se dio en el año 2011, cuando en la elección municipal de Río Gallegos, también en Santa Cruz, resultó más votado el candidato Pablo Ángel Grasso y asumiendo por lema el radical Roberto Giubetich.[cita requerida]